# Lauma Skride
Lauma Skride (née le 20 mars 1982 à Riga) est une pianiste lettone,,.

## Biographie
Le père de Lauma, Arnolds Skride, dirige un ensemble musical, après avoir été violoniste au Théâtre Dailes, pendant dix ans. Il est fils adoptif de l'artiste peintre Ārijs Skride.
Lauma est la benjamine d'une fratrie de trois sœurs qui toutes les trois se sont consacrées à la musique. Elle commence l'étude du piano à l'âge de 5 ans, puis, entre au Conservatoire de Riga. Elle a également étudié au Conservatoire de Hambourg auprès du professeur Volker Banfield.
En juin 1998, elle participe à la 9e édition du Concours Eurovision des jeunes musiciens à Vienne en Autriche.
Lauma Skride se produit sur les scènes du monde entier et ses concerts en duo avec sa sœur Baiba Skride (violoniste) l'ont aidé à se faire connaître. Elle a fondé avec elle ainsi que l'altiste Lise Berthaud et la pianiste Harriet Krijgh le quatuor Skride Piano Quartett.

## Discographie
- 2007 Lauma Skride : Mendelssohn-Hensel - The Year
- 2007 Baiba & Lauma Skride : The Duo Sessions - Beethoven, Schubert, Ravel[2]